# Rick Voorneveld
Rick Voorneveld (Zaandijk, 19 december 1985) is een Nederlands korfballer. Hij speelde 11 seizoenen in de Korfbal League voor Koog Zaandijk, waar hij een belangrijk onderdeel was van de gouden periode waarmee de club 3 keer kampioen werd in de Korfbal League. Daarnaast was Voorneveld een speler van het Nederlands Team. Voorneveld stopte in 2017 als speler, maar besloot om vanaf 2019 weer te gaan spelen bij de Belgische topclub Boeckenberg.

## Koog Zaandijk
Voorneveld begon op 5-jarige leeftijd met korfbal bij Koog Zaandijk. Hij doorliep daar zijn opleiding en speelde in de selectieteams. Vanaf 2004 was hij een vaste waarde in het eerste team van de club, dat op dat moment nog in de hoofdklasse speelde. Voorneveld debuteerde in de Korfbal League in seizoen 2006-2007.  Dit was het eerste jaar van Koog Zaandijk in de Korfbal League, nadat de club het jaar ervoor promotie afdwong door kampioen te worden in de Hoofdklasse. In dit eerste seizoen in de hoogste korfbalcompetitie werd KZ 9e en moest het play-downs spelen tegen SKF. KZ won met 18-17 vanwege een goal in de laatste seconden van Erik de Vries. Zodoende bleef KZ in de Korfbal League.
Al in het tweede jaar van Koog Zaandijk in de Korfbal League oogstte het succes. De club eindigde eerste in de competitie en werd landskampioen door in de finale DOS'46 te verslaan met 18-16. In dat jaar won Voorneveld de prijs "Talent van het Jaar". De gouden periode van Koog Zaandijk was ingezet.

### Korfbal League Statistieken
| Naam            | KL seizoenen | Wedstrijden | Goals | Gemiddeld | Rebounds | Strafworpen |
| --------------- | ------------ | ----------- | ----- | --------- | -------- | ----------- |
| Rick Voorneveld | 11           | 194         | 759   | 3,9       | 2070     | 144         |

## Boeckenberg
In 2019 sloot Voorneveld zich aan bij het Belgische Boeckenberg dat in de hoogste Belgische competitie speelde.
Seizoen 2019-2020 kon niet worden afgemaakt vanwege het COVID-19 virus, maar op basis van de ranglijst werd Boeckenberg aangewezen als Belgisch zaalkampioen.
In seizoen 2020-2021 werden er in België geen korfbalwedstrijden gespeeld, vanwege de coronapandemie. Voorneveld maakte bekend niet terug te keren voor seizoen 2021-2022.

## Erelijst
- Nederlands kampioen zaalkorfbal, 3x (2008, 2010, 2012)
- Nederlands kampioen veldkorfbal, 1x (2014)
- Europacup kampioen zaalkorfbal, 3x (2009, 2011, 2013)
- Supercup kampioen veldkorfbal, 1x (2015)
- Belgisch kampioen zaalkorfbal, 1x (2020)
- Talent van het Jaar, 1x (2008)

## Oranje
Voorneveld speelde in Jong Oranje en werd in 2006 geselecteerd voor het Nederlands korfbalteam, onder leiding van bondscoach Jan Sjouke van den Bos.
In dat dienstverband heeft hij gouden plakken gewonnen op onderstaande toernooien:
- WK 2007
- EK 2006, 2010
- World Games 2009, 2013

In totaal speelde Voorneveld 60 officiële interlands in dienst van Oranje. Na de World Games van 2013 stopte hij als international.